# Limnephilus bloomfieldi
Limnephilus bloomfieldi is een schietmot uit de familie Limnephilidae. De soort komt voor in het Nearctisch gebied.